# Sterschildpad
De sterschildpad (Geochelone elegans) is een schildpad uit de familie landschildpadden (Testudinidae). De soort werd voor het eerst wetenschappelijk beschreven door Johann David Schoepff in 1794. Oorspronkelijk werd de wetenschappelijke naam Testudo elegans gebruikt.

## Uiterlijke kenmerken
De schildpad dankt de naam aan het puntige, stervormige zwarte schild met gele strepen die in ruitvorm van punt naar punt lopen, en de schildpad een vreemd uiterlijk geven. De maximale schildlengte is 38 centimeter.

## Leefwijze
Deze soort is herbivoor en eet plantendelen. 
Het legsel bestaat uit maximaal 10 eieren, die in flesvormige, 10 tot 15 cm diepe nestkamers worden gelegd.

## Verspreiding en habitat
De schildpad leeft in het zuiden van Azië, het Indisch subcontinent, Sri Lanka en in een klein deel van Pakistan. De sterschildpad is te vinden in bossen, graslanden en halfwoestijnen.